# Бетон и свици
Бетон и свици је психолошки и авангардни роман Оскара Давича, објављен 1956. године за издавачку кућу Просвета. Роман је исте године добио НИН-ову награду за књижевност.

## Радња
Роман почиње на железничкој станици испраћањем радио новинара Вука Васића, и први је део трилогије у којој је он приповедач. На основу својих бележница новинар Вук приповеда причу о свом имењаку раднику Вуку Рсавцу, који ради на изградњи бране и хидроелектране на реци Нерекави.
Вук Рсавац је описан као згодан мишићав мушкарац у тридесетим, члан је КПЈ, и савесно ради свој посао. Ожењен је 18 година млађом Римом, која како јој име говори "зна како да римује са свима", односно вара свог супруга са мушкарцима у Београду, али увек се њему враћа и једино њега воли. Жели да упише студије примењених уметности , тачније унутрашњи дизајн, што Вук не одобрава јер је буржујско занимање, и жели да она упише технику.
Вук потиче из сиромашне породице, отац му се убио, и у току рата доказао се као народни херој. Чврсто је веровао да ће у новом режиму све бити боље, и  да ће доћи до реда и мира у држави.
Роман почиње четири године након велике несреће на градилишту, када је услед нестручности кадра дошло до велике поплаве, и материјалне штете након које је један радник остао без ногу. У роману се прича о недозвољавању сељака да се уништи тамошња природа и корупцији политичког апарата. Неки од јунака романа су Абдула, Албанац који једва да зна српски, и сакупља новац да би купио себи жену, јер је прву отерао, зато што није могла да му роди мушко дете. Затим ту је Тома, стари пијанац  из Смиљана који у својим приповестима лаже да је његов деда био познатији од Николе Тесле, и да је преживео бродолом Титаника, пословође Рајковић и Глигоријевић, који гледају што више да украду и окрећу очи на лоше и неквалитетно извођење радова, као и Милун, младић ког је Вук спасао да се не удави, јер није смео из воде да се врати без неке скупе машине, као и кафанска певачица Ифка која је заљубљена у Вука, али га сматра неким чудним "хомосексом", јер неће с њом да превари своју жену.
Почињу да круже приче о вампиру који плаши народ и онемогућује даљу градњу електране, и Вук одлучује да разоткрије шта стоји иза тога, јер у социјализму нема места старим празноверицама. Рсовац открива да је вампир заправо Ахмет, сељак прекривен чаршавом, са бундевом закаченом за фес, и да је заправо крао материјал и смесу за бетон. Он "вампира" претуче и јашући га  одводи у локалну кафану где га разоткрива пред свима. Сутрадан на партијском састанку, како се не би разоткрила корупција и махинације у пословима надређених и преузела кривица за догађаје, Вук бива оптужен да је Ахмета натерао да пије вино, иако је муслиман, и он бива искључен из комунистичке партије.
Роман је обилат психолошким и моралним дилемама главних ликова, посебно Вука и Риме, о припадности и идеалима, као и авангардним описима снова, и еротским описима Вукове мужевности из угла како Риме, тако и осталих који га упознају. Књига се завршава још једном поплавом, и несрећом, на коју је Вук упозоравао, и он спашавајући друге раднике, бива тешко повређен у комори, почиње да бљује крв, и привиђају му се неки бели црнци, који ће једном као свици, доћи да раде у нашој земљи и мешају бетон, јер ће наш народ бити сувише огрезао у корупцији.
Радио касете Вуковог имењака, Вука Васића објављене су недељама касније након несреће у некој опскурној емисији, како се јавност не би узнемирила.